# Cyclisme aux Jeux olympiques d'été de 1936
Navigation
Los Angeles 1932 Londres 1948
Aux Jeux olympiques d'été de 1936, il existe deux disciplines de cyclisme : le cyclisme sur piste, le cyclisme sur route.

## Résultats
| Podiums               |                                                                         |                                                                    |                                                                        |
| Route                 |                                                                         |                                                                    |                                                                        |
| Course en ligne       | Robert Charpentier                                                      | Guy Lapébie                                                        | Ernst Nievergelt                                                       |
| Course par équipes    | France Robert Charpentier Robert Dorgebray Guy Lapébie                  | Suisse Edgar Buchwalder Ernst Nievergelt Kurt Ott                  | Belgique Auguste Garrebeek Armand Putzeyse Jean-François Van Der Motte |
| Piste                 |                                                                         |                                                                    |                                                                        |
| Kilomètre             | Arie van Vliet                                                          | Pierre Georget                                                     | Rudolf Karsch                                                          |
| Vitesse individuelle  | Toni Merkens                                                            | Arie van Vliet                                                     | Louis Chaillot                                                         |
| Tandem                | Allemagne Ernst Ihbe Carl Lorenz                                        | Pays-Bas Bernard Leene Hendrik Ooms                                | France Pierre Georget Georges Maton                                    |
| Poursuite par équipes | France Roger-Jean Le Nizerhy Robert Charpentier Jean Goujon Guy Lapébie | Italie Severino Rigoni Bianco Bianchi Mario Gentili Armando Latini | Grande-Bretagne Ernest Mills Harry Hill Ernest Johnson Charles King    |

## Tableau des médailles
| Rang | Nation          | Or | Argent | Bronze | Total |
| ---- | --------------- | -- | ------ | ------ | ----- |
| 1    | France          | 3  | 2      | 2      | 7     |
| 2    | Allemagne       | 2  | 0      | 1      | 3     |
| 3    | Pays-Bas        | 1  | 2      | 0      | 3     |
| 4    | Suisse          | 0  | 1      | 1      | 2     |
| 5    | Italie          | 0  | 1      | 0      | 1     |
| 6    | Belgique        | 0  | 0      | 1      | 1     |
| 6    | Grande-Bretagne | 0  | 0      | 1      | 1     |